# William Regal
Darren Kenneth Matthews (*29. dubna 1968) je anglický profesionální zápasník, nyní působící v WWE pod ringovým jménem William Regal. Je známý také působením ve World Championship Wrestling pod jménem Steve Regal.

## Profesionální wrestling

### 1983 - 1992
V této době vystřídal mnoho wrestlingových společností, přes All Star Wrestling po British Wrestling. Zde měl feud s bývalým wrestlerem WWE, Finlayem.

### World Championship Wrestling
Začínal zde jako Face wrestler, ale hned v roce 1993 prošel heelturnem a změnil si jméno z Steve Regal na William the Conqueror. Chvíli poté zde vytvořil team se současným wrestlerem WWE, s Jeanem - Paulem Levesquem. Když Levesque opustil WCW, Regal vytvořil team s Bobbym Eatonem.
V roce 1998 měl feud s Goldbergem.

### World Wrestling Federation/Entertainment
Regal debutoval 29. června 1998, když porazil Droze. Účastnil se také turnaje o WWF/WWE Championship, kde čelil X-Pacovi, ale zápas skončil nerozhodně, takže byly oba vyřazeni z turnaje. Regal poté započal feud s The Godfatherem. V lednu 1999 byl Regal vyhozen z WWF/WWE.

### Návrat do WCW
Po vyhazovu v WWF/WWE se Regal vrátil do WCW, kde vystupoval pod jménem Lord Steve Regal. Měl zde feud s Jim Dugganem, se kterým měl i Kariéra vs Kariéra zápas (poražený musí opustit WCW), který Regal prohrál.

### Návrat do WWE
18. září 2000 se vrátil do WWE pod jménem William Regal. Dostal gimmick Anglického snoba. Chvíli po jeho návratu vyhrál European Championship pás. Titul prohrál, když ho porazil Crash Holly, ale Regal ho o 2 dny později získal zpět. Titul mu odebral až Test. Poté chvíli nezápasil, protože měl zlomený nos. Vrátil se roku 2002 a započal feud s Edgem. V lednu 2002 vyhrál Intercontinental Championship pás, když porazil Edge. Titul ztratil až na Wrestlemanii 18, kdy byl poražen Robem Van Damem. 4 dny poté Regal dokázal vyhrát European Championship, když porazil Diamond Dallas Page-ho. Poražen byl ažSpikem Dudleym, ale za 2 týdny Regal vyhrál tento pás znova a byl poražen až Jeffem Hardym. Poté dokázal 3krát vyhrát Hardcore Championship pás.
Vytvořil team s Lancem Stormem, s kterým později vyhráli World Tag Team Championship pásy, když porazili Bookera T a Goldusta, ale jen o pár dní později pásy prohrál, když je porazili The Dudley Boys. Ale když vytvořil team s Eugenem, získal tento pás znova. World Tag Team Championship pásy získal ještě s Jonatanem Coachmanem a Tajirim.
V roce 2005 měl feud s Finlayem o United States Championship pás, ale nepodařilo se mu ho nikdy získat. V roce 2006 vytvořil team s Davem Taylorem a měli feud teamem Paul London and Brian Kendrick a s teamem Deuce´n Domino. 17. června byl Regal draftován do show Raw a tím se rozpadl team s Davem Taylorem. 6. srpna se stal General Managerem show Raw, když vyhrál Battle Royal o tento post. Měl Feud s Johnem Cenou a s Triple-m H. Regal vyhrál v roce 2008 King of the Ring turnaj, a měl feudy s CM Punkem, Mr. Kennedym a Jamiem Noblem. 10. listopadu porazil Santina Marellu a vyhrál jeho druhý Intercontinental Championship pás. 19. ledna Regala porazil CM Punk a Regal prohrál titul. O pár dní později měl Regal zápas o United States Championship, kde zápasil on, Kofi Kingston, Montel Vontavious Porter a Matt Hardy, ale Regal pás nezískal. 29. června byl Regal draftován do show ECW, kde chvíli po jeho debutu vytvořil team "The Ruthless Roundtable" s Ezekielem Jacksonem a Vladimirem Kozlovem. Spolu měli feud proti Christianovi o ECW Championship pás. Regal poté pomohl vyhrát Ezekielovi Jacksonovi v zápase o tento pás a Jackson ho získal. Když vznikla první série NXT, Regal byl jeden z prvních trenérů. Jeho 'Rookie' byl Skip Sheffield (nyní Ryback). V květnu měl feud s Jacobem Novakem a JTG - em. Chvíli byl také komentátorem ve vývojovém středisku WWE - Florida Championship Wrestling (FCW), kde měl také feud s Deanem Ambrosem. Poté se pár měsíců neobjevoval v TV Shows. Vrátil se a zapojil se do feudu Sheamuse s Big Showem, jako přítel Sheamuse. 22. dubna 2013 na Show Raw v Londýně měl zápas s Fandangem, který prohrál a 26. dubna 2013 na Show Raw, taktéž v Londýně, měl zápas s Wadem Barrettem, který také prohrál.

## Úspěchy a ocenění
Memphis Championship Wrestling
- MCW Southern Heavyweight Championship (1×)

Pro Wrestling Illustrated
- PWI ho zařadila jako #18 z 500 wrestlerů v žebříčku PWI 500 v roce 1994

World Championship Wrestling
- WCW World Television Championship (4×)

World Wrestling Federation / World Wrestling Entertainment
- World Tag Team Championship (4×)
- WWF Hardcore Championship (5×)
- WWF/E European Championship (4×)
- WWF/E Intercontinental Championship (2×)
- King of the Ring (2008)

## Ve wrestlingu
- Zakončovací chvaty
- Knee Trembler
- Power of the Punch
- Regal Cutter
- Regal-Plex
- Regal Stretch
- Regal Bomb
- Signature chvaty
  - Crossface chickenwing
  - Knee Drop
  - Suplex - různé varianty
  - Hammerlock
  - Regal bomb
  - Regal roll
  - Regal - plex
  - RINGOVÁ JMÉNA:
  - King Regal
  - Lord Steven Regal
  - Roy Regal
  - Steve Regal
  - Steven William Regal
  - William Regal
  - Steven Regal
  - Steve Jones
  - Hellraiser
  - Darren Matthews
- Přezdívky
  - "The British Brawler"
  - "Sir"
- Hudba při vstupu do ringu
  - "Real Man's Man" od Jima Johnstona (1998, 2011)
  - "Regality" od Jima Johnstona (2001–současnost)